# Massacre de Bilad el Cheïkh
Le massacre de Bilad el Cheïkh est le massacre d'un grand nombre de villageois arabes par la Haganah dans le village arabe palestinien de Bilad el Cheïkh, dans la nuit du 31 décembre 1947 au 1er janvier 1948, quelques heures après le massacre de la raffinerie de pétrole de Haïfa, pendant les premières phases de la guerre civile de 1947-1948 en Palestine mandataire. Il s'agit de l'un des massacres les plus importants et les plus précoces de la guerre de 1948 en Palestine.
Le massacre a eu lieu au petit matin et entre 21 et 70 hommes arabes adultes ont été tués. Au moins deux femmes et cinq enfants ont également été tués. Les massacres ont eu un effet important sur le moral des civils palestiniens de la région de Haïfa. Deux attaquants de la Haganah ont également été tués et deux autres blessés.

## Contexte historique
Cet incident s'inscrit dans le cadre de la guerre civile de 1947-1948 entre Juifs et Arabes dans la Palestine mandataire. Il a été précédé d'un certain nombre d'incidents violents, perpétrés l'un en représailles de l'autre. Les premières représailles majeures contre le village de Bilad el Cheïkh ont eu lieu le 12 décembre, à la suite de tirs arabes sporadiques contre la circulation dans le Wadi Rushmiya. Les forces de la Haganah tuent 6 villageois.
Le massacre de la raffinerie de pétrole de Haïfa a eu lieu le 30 décembre 1947, la veille de la seconde attaque de Bilad el Cheïkh. Dans ce cas, c'est le groupe paramilitaire sioniste, l'Irgoun, qui a lancé un certain nombre de grenades sur une foule d'une centaine de journaliers arabes qui s'étaient rassemblés devant l'entrée principale de la raffinerie de pétrole de Haïfa, propriété britannique, à la recherche d'un emploi, faisant 6 morts et 42 blessés. Des ouvriers arabes de la raffinerie et d'autres personnes ont attaqué des ouvriers juifs, tuant 39 d'entre eux.
La conclusion d'une commission d'enquête établie par la communauté juive de Haïfa est que l'attaque arabe n'a pas été préméditée et qu'il s'agit d'une réponse à l'assaut de l'Irgoun. L'Agence juive condamne le même groupe pour ce qu'elle appelle un « acte de folie » responsable de la perte catastrophique de vies juives. En même temps, elle autorise la Haganah à entreprendre une opération de représailles.

## Le massacre
Dans la nuit du 31 décembre 1947 au 1er janvier 1948, le Palmah, une branche de la Haganah, a attaqué la ville de Bilad el Cheïkh pendant que les habitants dormaient, en tirant depuis les pentes du mont Carmel.

L'historien israélien Benny Morris écrit :

« La Haganah riposte massivement dans la nuit du 31 décembre 1947 au 1er janvier 1948 en menant des raids sur les villages de Balad al Sheikh et de Hawassa, où vivaient de nombreux travailleurs de la raffinerie. L'unité de raid avait pour ordre de "tuer le maximum d'hommes adultes". Les raiders ont pénétré dans le centre de Balad al Sheikh, ont tiré sur les maisons et les ont fait exploser, ont sorti les hommes adultes et les ont abattus. Selon le HGS, "les unités pénétrantes... ont été forcées de s'écarter de la ligne convenue et, dans quelques cas, ont touché des femmes et des enfants" après avoir essuyé des tirs depuis l'intérieur des maisons. La Haganah compte deux morts et deux blessés. Les rapports de la Haganah évaluent les pertes arabes à "environ 70 tués", 21 tués ("dont deux femmes et cinq enfants") et 41 blessés. (Morris, 2004, p. 101). »

Selon Zachary Lockman, une soixantaine d'hommes, de femmes et d'enfants ont été tués et plusieurs dizaines de maisons ont été dynamitées.